# الانتخابات الرئاسية التركية 2007
الانتخابات الرئاسية التركية لسنة 2007 جرت بتاريخ 20 أغسطس إلى 28 منه 2007، حيث اجتمعت الجمعية الوطنية الكبرى لاختيار رئيس الجمهورية خلفا للرئيس أحمد نجدت سيزر. ترشح 3 مرشحين للمنصب وهم رئيس الوزراء السابق عبد الله غل عن حزب العدالة والتنمية، وصباحتين تشاكماكوغلو وزير الداخلية والدفاع السابق وعضو البرلمان عن منطقة قيصري عن حزب الحركة القومية، وطيفون إيشلي عن حزب اليسار الديمقراطي (تركيا). لم يحصل أحد منهم على أغلبية الثلثين على طول جولتين من التصويت، وفي جلسة الثالثة وبالأغلبية المطلقة أسفر عن انتخاب عبد الله غل رئيسا للجمهورية التركية لفترة 7 سنوات.

## عملية الإختيار الأولى

### تفسير الدستور
تم شغل منصب الرئاسة بتاريخ 16 مايو 2007 لتنتهي فترة الرئيس العاشر للجمهورية أحمد نجدت سيزر، الذي تم انتخابه في سنة 2000. حددت الجمعية الوطنية الكبرى موعدا نهائيا في 25 أبريل للترشيح الرئاسي و27 أبريل للجولة الأولى من التصويت. خلال هذه الفترة، تمت مناقشة الحجاب والعلمانية وفي مختلف أرجاء البلاد بسبب حجاب زوجة المرشح للرئاسة، عقدت تجمعات وسميت «اجتماعات الجمهورية» حيث تبعنها مظاهرات مشاركة واسعة وكان من المطلوب منع انتخاب مرشح الحزب الحاكم. الدستور التركي ووفقا للمادة 102 ينص على وجوب حصول المرشح على الأغلبية المؤهلة (367 صوتاً) للفوز في الجولتين الأولى والثانية والأغلبية المطلقة (276 صوتاً) في الجولتين التاليتين من أجل انتخاب الرئيس. كما أن النصاب القانوني لتكون الجلسة قانونية يجب أن يتعدى 367 عضوا في الجلسة وإلا فإن النتيجة ستكون غير صالحة. وهكذا، فإن الحزب الحاكم، الذي كان لديه 354 مقعدا في البرلمان، لن يكون قادرا على انتخاب رئيس وحده. خلال نفس الفترة، كون زعيم حزب المعارضة هدد بعدم حضور نواب حزبه للجلسة إذا لم يتراجع الحزب الحاكم عن مرشحه المثير للجدل. مما حدى الحزب الحاكم إلى الدعوة لإنتخابات مبكرة.

### اعلان الجيش والتصويت
رشح الحزب الحاكم عبد الله غل الذي كان وزيرا الخارجية في تلك الفترة. وفي الوقت نفسه، سحب المرشح المنافس الوحيد ترشيحه قبل الجولة الأولى من التصويت. جرت الجولة الأولى من التصويت في 27 أبريل. حصل عبد الله غل على 357 صوتا ومع عدم وجود النصاب القانوني للجلسة لحضور الأعضاء حكمت المحكمة الدستورية ببطلان التصويت عدم وجود النصاب القانوني. وفي خضم الجدل الذي دار بسبب ترشح مرشح اسلامي، اصدر الجيش بيانا إلكترونيا قال فيه أنه يتابع عن كثب النقاش الدائر حول العلمانية والمساس بها داخل أجهزة الدولة وأنه حريص على هذه المبادئ كما رسخها مؤسس الجمهورية مصطفى كمال أتاتورك، تدخلت أغلب الأحزاب التركية من أغلبية ومعارضة ضذ بيان الجيش، كون النقاش كان سطحيا ولم يكون بهذف المساس بالنظام العلماني والذي يحميه السياسي قبل العسكري.

## عملية الإختيار الثانية
بعد انتخابات المبكرة بتاريخ 22 يوليو، عقد البرلمان الجديد اجتماعه الأول في 4 أغسطس. حيث انتخب رئيس البرلمان في 9 أغسطس وهو مرشح حزب العدالة والتنمية كوكسال توبتان رئيسا بما مجموعه 450 صوتا في الجولة الأولى بدعم من المعارضة. ومرشح حزب الحركة القومية تونكا توسكي بـ 74 صوتا. وفي اليوم نفسه، أعلن رئيس الوزراء رجب طيب أردوغان أن عملية انتخاب الرئيس هي المرحلة الثانية بعد إستكمال أجهزة البرلمان، بعد خسارة حزب الشعب الجمهوري أغلب مقاعده في البرلمان الجديد والذي كان معطلا للنصاب القانوني أصبحت مسألة ما إذا كان عبد الله غل سوف يعاد اقتراحه لمنصب الرئيس ممكنا أو لا. بعد جس نبض حزب الحركة القومية وتأكيده على عدم مقاطعة جلسات التصويت، قدم حزب العدالة والتنمية مرشحه، كما قدم حزب الحركة القومية مرشحه نائب عن منطقة قيصري صباح الدين أوغلو، ودعم حزب الشعب الجمهوري مرشح طيفون إيشلي نائب منطقة اسكيشهر.

## التصويت
| إنتخاب رئيس الجمهورية التركية 20 أغسطس إلى 28 أغسطس 2007 | إنتخاب رئيس الجمهورية التركية 20 أغسطس إلى 28 أغسطس 2007 | إنتخاب رئيس الجمهورية التركية 20 أغسطس إلى 28 أغسطس 2007 | إنتخاب رئيس الجمهورية التركية 20 أغسطس إلى 28 أغسطس 2007 | إنتخاب رئيس الجمهورية التركية 20 أغسطس إلى 28 أغسطس 2007 |
| -------------------------------------------------------- | -------------------------------------------------------- | -------------------------------------------------------- | -------------------------------------------------------- | -------------------------------------------------------- |
| عدد أعضاء المجلس                                         | عدد أعضاء المجلس                                         | عدد أعضاء المجلس                                         | عدد أعضاء المجلس                                         | 550                                                      |
| الغائبون عن التصويت                                      | الغائبون عن التصويت                                      | الغائبون عن التصويت                                      | الغائبون عن التصويت                                      | 102                                                      |
| عدد الجولة ويوم الإقتراع                                 | عدد الجولة ويوم الإقتراع                                 | ج1/ 20 أغسطس                                             | ج2/ 24 أغسطس                                             | ج3/ 28 أغسطس                                             |
| المترشح                                                  | الإنتماء الحزبي                                          | النتيجة                                                  | النتيجة                                                  | النتيجة                                                  |
| عبد الله غل                                              | حزب العدالة والتنمية                                     | 341                                                      | 337                                                      | 339                                                      |
| صباحتين تشاكماكوغلو                                      | حزب الحركة القومية                                       | 70                                                       | 71                                                       | 70                                                       |
| طيفون إيشلي                                              | حزب اليسار الديمقراطي (تركيا)                            | 13                                                       | 14                                                       | 13                                                       |
| إبـطـال الصـوت                                           | إبـطـال الصـوت                                           | 24                                                       | 24                                                       | 26                                                       |
| عدد الأعضاء الحاضرين للجلسة                              | عدد الأعضاء الحاضرين للجلسة                              | 448                                                      | 446                                                      | 448                                                      |